# 夏璲
夏璲（1454年—？），字廷贊，直隸揚州府高郵州人，軍籍，明朝政治人物。

## 生平
成化二十二年（1486年）丙午科應天府鄉試第八十八名舉人。弘治六年（1493年）中式癸丑科會試第一百十七名，三甲第十二名進士。选授南京監察御史，正德四年（1509年）閏九月升廣東按察司佥事，六年十一月考察去職。

## 家族
曾祖夏雷甫，元萬戶；祖父夏時用；父夏以明，義官。嫡母張氏；繼母景氏；生母陳氏。慈侍下。